# Emmanuel Da Costa
Emmanuel Da Costa, né le 3 septembre 1977 à Rouen, est footballeur français, reconverti entraîneur depuis 2009. Il jouait au poste de milieu de terrain.

## Biographie

### Carrière de joueur
En février 1995, alors milieu de terrain au FC Rouen, il participe à Clairefontaine à un stage de détection avec l'équipe de France des moins de 17 ans, entraînée par Gérard Houllier. À ses côtés pour ce stage, William Gallas, Sylvain Distin et Romain Revelli.

### Carrière d'entraîneur
En mai 2017, il est élu meilleur entraîneur de National par ses pairs.
Lors de la saison 2017-2018, il officie en Ligue 2 avec le club de l'US Quevilly-Rouen. Il obtient son BEPF en 2018, après deux ans de formation.
Le 9 juin 2022, il est nommé entraîneur adjoint de Laurent Battles à la tête de l'AS Saint-Étienne. Il quitte le club en décembre 2023.